# Веретенников, Алексей Порфирьевич
Алексе́й Порфи́рьевич Верете́нников (1860—1927) — костромской губернатор в 1906—1910 гг., военный инженер, генерал-майор. Деятельный гласный Санкт-Петербургской городской думы и председатель городской исполнительной комиссии по водоснабжению.

## Биография
Из потомственных дворян Санкт-Петербургской губернии. Сын тайного советника Порфирия Алексеевича Веретенникова. Младший брат Александр — чиновник Министерства иностранных дел, действительный статский советник.
Воспитывался в приготовительном пансионе Николаевского кавалерийского училища. По окончании Николаевского инженерного училища в 1880 году, выпущен был подпоручиком в 1-й Кавказский саперный батальон. Затем окончил Николаевскую инженерную академию по 1-му разряду, по специальности — гидротехник. До августа 1906 года служил в военно-инженерном ведомстве, неоднократно получая ответственные командировки внутрь России и за границу. В то же время по назначению военного министра был представителем военного ведомства в комиссии по устройству Черноморского побережья под председательством А. С. Ермолова, по назначению министра внутренних дел — членом комиссии по соединению Финляндской железной дороги с имперскими железными дорогами, а также членом целого ряда комиссий по улучшению внутренних сообщений в Петербурге и Москве. Кроме того, опубликовал ряд технических статей в «Инженерном журнале» (о фуникулерных железных дорогах, о наивыгоднейшей конструкции водяных турбин), а также отдельную книжку «Водоснабжение населенных мест» (Санкт-Петербург, 1900).
Чины: поручик (1884), штабс-капитан (1886), капитан (1890), подполковник (1893), полковник (за отличие, 1899), генерал-майор (1906).
Как портретист-любитель, в 1884 году выставлял свои картины; на осенней академической выставке был удостоен малой серебряной медали. Работая на конкурс, объявленный Главным артиллерийским управлением на латунно-мельхиоровый завод, получил в 1895 году высшую премию 1500 рублей.
С 1889 года избирался гласным Санкт-Петербургской городской думы. В 1895 году проявил инициативу по обнаружению беспорядков и злоупотреблений при постройке городских фильтров. Состоял членом исполнительной комиссии по постройке Троицкого моста и председателем городской исполнительной комиссии по водоснабжению (1898—1904). Стал известен как инициатор многих весьма важных предложений: проведения в Петербург ключевой воды с Царскосельских высот, а также устройства водопровода из Ладожского озера, проекты которого были составлены под руководством Веретенникова в 1901—1902 годах. При нём же на водопроводной станции производились опыты очистки воды различными прогрессивными способами. В августе 1902 года Веретенников привлек внимание городской думы к тому факту, что Департамент железных дорог Министерства финансов продолжал рассматривать ранее отклоненный думой проект трамвая (наземного метрополитена) инженеров Балинского и Вернера, при этом решая «вопрос об отобрании от города, без его согласия, принадлежащих ему предприятий 1-го и 2-го Обществ конно-железных дорог». Инженеры планировали также приобрести 90-летнюю концессию на этот трамвай. Желая вынудить инженеров выставить свой проект на обсуждение, городская дума немедленно объявила конкурс на проект трамвая, срок подачи заявок по которому истекал 1 ноября 1902 года. Балинский и Вернер представили новый проект, однако городская дума отклонила их предложения. За энергичную защиту думских прав Веретенникову была выражена благодарность. Ему же, как представителю Военного министерства в междуведомственной комиссии под председательством В. К. Плеве, удалось отстоять городское самоуправление и разбить проект Н. А. Зиновьева о новом городовом положении для Санкт-Петербурга. По проекту Зиновьева, предполагалось передать все городское хозяйство в департамент Министерства внутренних дел. За открытое выступление против этого проекта и публикацию записки «Audiatur et altera pars» Веретенникову пришлось временно оставить Петербург, и в 1903—1906 годах он занимал должность инспектора работ инженерного управления Туркестанского военного округа.
15 августа 1906 года, во время революционных беспорядков, был переведен в Министерство внутренних дел и 25 августа назначен Киевским губернатором, с производством в генерал-майоры. Придерживаясь правых взглядов и будучи членом Русского собрания и Союза русского народа, в должности губернатора стал покровительствовать правым организациям. 15 декабря того же года был переведен на должность Костромского губернатора вследствие конфликта с киевским генерал-губернатором В. А. Сухомлиновым. 14 февраля 1910 года назначен был состоять при министре внутренних дел, позднее в том же году был уволен от службы с мундиром и пенсией.
С 1907 года вновь состоял гласным Санкт-Петербургской городской думы, причем в 1913 году был избран в гласные по 2-му разряду на шестилетие. В 1910—1913 годах снова возглавлял городскую исполнительную комиссию по водоснабжению. В этот период состоялись пуск фильтроозонной станции на Петербургской стороне и реконструкция Петербургской (Заречной) водопроводной станции.
С началом Первой мировой войны вернулся на службу по военно-инженерному ведомству, 5 апреля 1916 года был зачислен в резерв чинов при штабе Киевского военного округа.
Был женат, имел троих сыновей.
После революции и гражданской войны семья Веретенниковых оказались в Крыму, как и многие другие «белые». С фальшивыми паспортами им удалось покинуть Россию на борту военного корабля. Сначала они прибыли в Марсель (Франция). Затем в Лондон, а потом в Брюссель. Здесь Алексея Веретенникова приняли на работу. Он был назначен руководителем стройки нового района в стиле модернизм (архитектор Huib Hoste) в муниципалитете Зельзате (нид. Zelzate). Этот район назвали «Маленькой Россией» (нид. «Tuinwijk Klein Rusland») в честь Алексея Веретенникова. После стройки района он с женой там же и поселился. Алексей Веретенников умер в нищете, в ноябре 1927 году и был похоронен с воинскими почестями.

## Награды
- Орден Святого Станислава 3-й ст. (1891)
- Орден Святой Анны 3-й ст. (1897)
- Орден Святого Станислава 2-й ст. (1902)
- Орден Святой Анны 2-й ст. (1904)
- Орден Святого Владимира 3-й ст. (ВП 6.12.1909)
- Орден Святой Анны 1-й ст. (ВП 12.02.1916)

Иностранные:
- бухарский Орден Золотой звезды 3-й ст. (1896);
- болгарский Орден «За гражданские заслуги» 3-й ст. (1897).